# Футеровка
Футеро́вка (нем. Futter «подкладка, подбой») — облицовка огнеупорными, химически стойкими, износостойкими, а также теплоизоляционными материалами, которым покрывается внутренняя поверхность металлургических печей, ковшей, топок котлов и прочего оборудования. Футеровка производится для обеспечения защиты поверхностей от возможных механических, термических, физических и химических повреждений. В горно-металлургической промышленности футеровка используется для защиты оборудования, связанного с перегрузкой и перевозкой различных материалов, от ударных, истирающих и налипающих воздействий, а также для усиления огнестойкости материалов, из которых изготавливают металлургические и бытовые печи.

## Футеровка доменной печи
Огнеупорная футеровка (кладка) доменной печи предназначена для уменьшения тепловых потерь и предохранения кожуха от воздействия высоких температур и от контакта с жидким металлом и шлаком. В составе огнезащитных покрытий используются слоисто-пористые материалы и изделия на их основе, такие как вермикулит. Данный материал пожаробезопасен, имеет высокие показатели теплостойкости и огнеупорности, химически инертен, имеет высокие изоляционные свойства (то есть минимальную электропроводность).

### Применяемые огнеупоры
Для футеровки доменной печи применяют качественный (доменный) шамотный кирпич, высокоглинозёмистый кирпич, углеродистые блоки, иногда карбидокремниевый кирпич. Основу шамота составляют SiО2 и Аl2О3. Для доменных печей стандартом предусмотрено три сорта шамотных изделий с содержанием Аl2О3 соответственно не менее 43, 41 и 39 %; они отличаются повышенной плотностью и прочностью, высокой огнеупорностью (> 1750 °C), низким содержанием Fe2О3 (<1,5 %). Кирпич с более высоким содержанием Аl2О3 применяют для кладки низа печи, а с более низким — для кладки верха. Кроме того, для кладки печей объёмом "1033 м* стандартом предусмотрена марка шамота с меньшим (* 37 %) содержанием Аl2О3, меньшей огнеупорностью (> 1730 °C), прочностью и плотностью. Кирпич может быть длиной 230 мм (нормальный) и 345 мм (полуторный). Применение кирпичей различной длины обеспечивает хорошее переплетение швов кладки.
Высокоглинозёмистый муллитовый кирпич, применяемый для кладки лещади, содержит > 63 % Аl2О3 при огнеупорности > 1800 °C. Доменный карбидокремниевый кирпич содержит > 72 % SiC и > 7 % азота и отличается от огнеупоров на основе Аl2О3 и SiO2 заметно большей прочностью и теплопроводностью.
Углеродистые блоки изготовляют из кокса и обожжённого антрацита с добавкой в качестве связующего небольшого количества каменноугольного пека. Длина блоков достигает 3-4 м, они прямоугольного сечения 400x400 и 550×550 мм. Блоки в комбинации с высокоглинозёмистым кирпичом больших размеров (400 × 200 × 100 мм) применяют для кладки самой нижней части печи — лещади.
Швы между огнеупорными кирпичами заполняют раствором, изготовленным из мертелей, соответствующих классу кирпича. Мертель — это порошок, состоящий из измельчённого шамота и огнеупорной глины. Для ответственных видов кладки применяют мертели с добавкой небольших количеств поверхностно-активных и клеящих веществ (сода, сульфитно-спиртовая барда), что позволяет приготавливать растворы с меньшей влажностью при одновременном повышении их пластичности. Для заполнения швов между углеродистыми блоками применяют углеродистую пасту, состоящую из кокса и пека. Зазор между блоками допускается не более 0,5 мм для вертикальных и не более 1,5 мм для горизонтальных швов.

### Лещадь
Ранее[когда?] лещадь (дно (под) шахтной металлургической печи для накопления расплавленного металла в процессе плавки) доменной печи выкладывали из качественного шамотного кирпича. Однако рост объёма печей и интенсификация плавки вызывали быстрое разрушение такой кладки. Поэтому в настоящее[когда?] время лещади делают либо цельноуглеродистыми, либо комбинированными из углеродистых и высокоглинозёмистых огнеупоров. Применение углеродистых огнеупоров вызвано тем, что из-за их высокой теплопроводности снижается перегрев и вследствие этого уменьшается разрушение кладки лещади. В комбинированной лещади низ и наружную часть (стакан) выкладывают из углеродистых блоков, а внутреннюю центральную часть из высокоглиноземистых молотовых изделий, содержащих более 65 % Аl2О3. Высота лещади составляет ~ 5,6 м; это необходимо, поскольку за многие месяцы эксплуатации печи происходит разрушение кладки жидким чугуном, и в лещади образуется заполненная жидким чугуном полость, могущая достигать фундамента печи. С тем, чтобы уменьшить износ лещади, в современных печах предусматривают воздушное охлаждение её низа. Между низом лещади и пнём фундамента закладывают чугунные плиты толщиной 180 мм; в плиты залиты стальные трубки диаметром 140 мм, в которые вентилятором подают охлаждающий воздух. Снаружи кладку лещади охлаждают гладкими плитовыми холодильниками.

### Горн
Футеровку горна до уровня фурм выполняют из углеродистых блоков, а в районах фурм и чугунных и шлаковых леток — из шамотного (> 42 % Аl2О3) кирпича, поскольку углерод здесь может окисляться кислородом дутья, диоксидом углерода (СO2), а также парами воды из огнеупорных масс. При работе на безводных лёточных массах район чугунных лёток делают из углеродистых блоков. Для предотвращения окисления углеродистых блоков в период задувки печи их защищают кладкой в один ряд из шамотного кирпича.
Толщина футеровки у низа горна достигает 1600 мм. Снаружи кладку горна охлаждают гладкими плитовыми холодильниками.
Заплечики. Кладку заплечиков чаще всего делают тонкостенной (толщина 230 или 345 мм) из шамотного (> 42 % Аl2О3) кирпича в один ряд, при этом кирпич примыкает к периферийным плитовым холодильникам с залитым кирпичом. Иногда вместо шамота применяют карбидокремниевые кирпичи. Кладка заплечиков быстро изнашивается и вместо неё на поверхности холодильников формируется слой гарнисажа (застывшего шлака и мелких кусков шихты).

### Шахта и распар
Кладку распара и охлаждаемой части шахты (~2/3 её высоты снизу) выполняют из шамотного (> 41-42 % Аl2О3) или карбидокремниевого кирпича, а кладку верхней неохлаждаемой части шахты из шамота, содержащего > 39 % Аl2О3. Кирпичи укладывают в два—три ряда вперевязку.
Кладка шахты с распаром может быть толсто-, средне- и тонкостенной. В прежние годы широко применяли толстостенную кладку (толщина верха шахты 800—900 мм и до 1300 мм в районе распара) с горизонтальными холодильниками, заглубленными в кладку и служащими её опорой. Однако в связи с тем, что холодильники расположены на расстоянии друг от друга, плохо охлаждается кожух, и после износа футеровки возникают его местные перегревы, вызывая термическую деформацию и возможность появления трещин. Кроме того, вырезы в кожухе для установки горизонтальных холодильников снижают его прочность и делают кожух менее герметичным. В связи с этим в последние годы делают тонко- и среднестенные шахты. Тонкостенная шахта (и распар) имеет в охлаждаемой части толщину кладки 230—345 мм и в верхней неохлаждаемой части 575—690 мм с охлаждением вертикальными ребристыми холодильниками, причем часть холодильников имеет горизонтальные выступы, которые служат опорой для кладки и способствуют удержанию гарнисажа.
Среднестенная шахта имеет толщину кладки в охлаждаемой части 575—900 мм и в неохлаждаемой 700 мм, охлаждение либо комбинированное из вертикальных ребристых холодильников в сочетании с горизонтальными, либо из вертикальных ребристых холодильников, имеющих горизонтальные выступы.
В распаре и охлаждаемой части шахты по мере износа кирпича образуется слой гарнисажа. С тем, чтобы уменьшить давление от расширяющейся при нагреве кладки на кожух печи и предотвратить его разрыв, между футеровкой и вертикальными холодильниками по всей высоте печи (кроме распара) предусматривают зазор в 70—200 мм, заполняемый шамото-асбестовой или пластичной углеродистой массой.

### Колошник
Собственно футеровка колошника (верхней части плавильных шахтных печей, предназначенной для загрузки порциями (колошами) сырых материалов) состоит из одного ряда шамотного кирпича, выкладываемого у кожуха. За ним располагают «колошниковую защиту», которая воспринимает удары падающих сверху в процессе загрузки кусков шихты. Широко распространенная её разновидность состоит из стальных сегментов — литых полых коробок, заполненных шамотным кирпичом. Сегменты расположены несколькими кольцевыми рядами по высоте колошника; соседние по окружности сегменты соединены между собой болтами. Вся колошниковая защита крепится к кожуху с помощью нескольких подвесок, в каждой из которых сегменты прикреплены к вертикальной пластине, соединенной с серьгой, которая свободно подвешена на штыре, вставленном в отверстие кронштейна; последний прикреплен к кожуху болтами. Такая подвеска позволяет всем сегментам перемешаться вверх в случае роста кладки шахты в вертикальном направлении в результате её нагрева.
Футеровка применяется также и при выполнении монтажных работ по устройству подземных сооружений переходов через коммуникации. Как пример: трубная продукция предусмотренная проектом с внешней изоляцией, обматывается стальным листом и протаскивается под действующим подземным трубопроводом. Данным метод футерования выполняет защитную функцию от механических повреждений при продольных и поперечных перемещениях.

## Галерея
- Зумпф системы газоочистки агломашины, изготовленный из износостойкого материала увеличивает срок службы в 2—4 раза.
- Футеровка ковша реклаймера даёт возможность реже прибегать к ремонту.
- Пульпа реже изнашивает течку после футеровки, которая ещё и предотвращает налипание материала.
- Футеровка воронки предотвращает преждевременный износ абразивным материалом.
- Элементы аспирационной системы агломашин изготовлены из износостойкого материала, что увеличивает межремонтный период.
- Снижение износа циклона промывателя на аглофабрике благодаря футеровке.